# Harrold
Harrold és una població dels Estats Units a l'estat de Dakota del Sud. Segons el cens del 2000 tenia 209 habitants.

## Demografia
Segons el cens del 2000, Harrold tenia 209 habitants, 83 habitatges, i 49 famílies. La densitat de població era de 298,9 habitants per km².
Dels 83 habitatges en un 33,7% hi vivien nens de menys de 18 anys, en un 55,4% hi vivien parelles casades, en un 2,4% dones solteres, i en un 39,8% no eren unitats familiars. En el 37,3% dels habitatges hi vivien persones soles el 22,9% de les quals corresponia a persones de 65 anys o més que vivien soles. El nombre mitjà de persones vivint en cada habitatge era de 2,52 i el nombre mitjà de persones que vivien en cada família era de 3,46.
Per edats la població es repartia de la següent manera: un 32,1% tenia menys de 18 anys, un 5,3% entre 18 i 24, un 28,2% entre 25 i 44, un 17,7% de 45 a 60 i un 16,7% 65 anys o més.
L'edat mediana era de 35 anys. Per cada 100 dones de 18 o més anys hi havia 94,5 homes.
La renda mediana per habitatge era de 27.083 $ i la renda mediana per família de 36.071 $. Els homes tenien una renda mediana de 29.375 $ mentre que les dones 21.667 $. La renda per capita de la població era de 14.725 $. Entorn del 6% de les famílies i el 8,8% de la població estaven per davall del llindar de pobresa.